# Тристан да Куња
Тристан да Куња (порт. Tristão da Cunha; око 1460 — око 1540) је био португалски истраживач и морепловац. Рођен је у Португалу око 1460. Именовали су га за првога вицекраља Индије 1504, али због привремене слепоће се није прихватио тога положаја.

## Путовање 1506
Постављен је 1506. за команданта флоте од 15 бродова. Флота је пловила на источној обали Африке. Афонсо де Албукерк је командовао једном ескадром у саставу те флоте и имао је тајни задатак да нападне острво Ормуз. Открио је острва Тристан да Куња, а после тога је отпловио за Мадагаскар, где се искрцао. После тога је посетио Мозамбик, Браву и Сокотру. Сокотру је освојио. Истакао се у Индији у разним акцијама.

## Повратак у Европу
После повратка у Европу посетио је папу Лава X као амбасадор Португала, и обавестио га о португалским освајањима. Касније је постао члан краљевског савета. Његов син Нуно да Куња је 1538. постао 9. гувернер португалске Индије.